# Cirilo Antonio Rivarola
Cirilo Antonio Rivarola Acosta, né en 1836 à Barrero Grande et mort le 31 décembre 1878 à Asuncion, est un homme d'État paraguayen. Il est président de la République du 1er septembre 1870 au 18 décembre 1871.

## Biographie
Pendant la guerre de la Triple Alliance, Rivarola est un adversaire du dictateur Francisco Solano López. En 1869, il mène une rébellion contre Solano et forme avec Carlos Loizaga et José Díaz de Bedoya un triumvirat provisoire qui contrôle la capitale.
Lorsque Solano est tué le 1er mars 1870, Rivarola devient le président de facto du Paraguay. Après les démissions de Loizaga et Bedoya, il doit renoncer à la présidence le 31 août, date de l'élection par l'Assemblée nationale constituante de  Facundo Machaín comme président provisoire du pays. Mais le lendemain, Rivarola décide de reprendre le pouvoir. D'abord président à titre provisoire, il devient président en titre le 25 novembre suivant pour un mandat de quatre ans.
Il signe le traité qui met fin à la guerre contre la Triple Alliance, formée de l'Argentine, du Brésil et de l'Uruguay. À la suite de violentes manifestations contre son gouvernement, il est contraint de remettre sa démission le 18 décembre 1871.
Le 31 décembre 1878, alors qu'il se rend à une réunion avec le président Cándido Bareiro, Rivarola est poignardé à mort par des inconnus.

## Source
- (en) Cet article est partiellement ou en totalité issu de l’article de Wikipédia en anglais intitulé « Cirilo Antonio Rivarola » (voir la liste des auteurs).